# Agathodes caliginosalis
Agathodes caliginosalis là một loài bướm đêm trong họ Crambidae.